# فلاديمير زيلدين
فلاديمير زيلدين (الروسية: Vladimir Zeldin) (مواليد 10 فبراير 1915 في ميتشورينسك، الإمبراطورية الروسية - 31 أكتوبر 2016)، هو ممثل مسرحي وممثل أفلام روسي. دخل موسوعة غينيتس للأرقام القياسية لكونه الممثل الوحيد في العالم الذي يزاول مهنة التمثيل في عمر وصل لـ95 عاماً. شارك فلاديمير سنة 2013 بحمل شعلة الألعاب الأولمبية الشتوية في مدينة سوتشي الروسية، وكان عمره 98 عاماً.

## حياته
ولد فلاديمير في مدينة كوزلوف (حالياً ميتشورينسك) من عائلة يهودية، وكان والده ملحن موسيقي في إحدى المدارس وكانت أمه معلمة. كان فلاديمير اصغر اخوانه الأربعة، ومنذ صغره تعلم العزف على البيانو والكمان والبوق.

## مسيرته
بدأ فلاديمير التمثيل في نفس المسرح الذي درس به وهو مسرح موسفيت سنة 1938، ثم انتقل لمسرح المواصلات وقام بتمثيل الأدوار الكوميدية. عمل في مسرح الدراما الروسي في كازخستان سنة 1942 قبل عودته لموسكو مرة أخرى سنة 1944 لمسرح المواصلات. سنة 1946 عمل بمسرح الجيش الأحمر ولعب خلال عمله فيه 50 دوراً مُختلفاً.
في التمثيل بالأفلام قام بتمثيل أول أدواره سنة 1939 في فيلم «أسرة ابلنهايم» واشتهر بشكل كبير بتمثيله دور البطولة بفيلم «الراعي ومربية الخنازير» سنة 1941. وقام زيلدين بالتمثيل بـ40 وأكثر خلال مسيرته. كما شارك بمسلسلات مختلفة كان آخرها سنة 2011.

## وصلات خارجية
- فلاديمير زيلدين على موقع IMDb (الإنجليزية)
- فلاديمير زيلدين على موقع أول موفي (الإنجليزية)
- فلاديمير زيلدين على موقع قاعدة بيانات الفيلم (الإنجليزية)